# Artemis de Bana-Mighdall
Artemis de Bana-Mighdall est un personnage de fiction appartenant à l'univers de DC Comics. Créée par William Messner-Loebs et Mike Deodato, elle apparaît pour la première fois dans Wonder Woman vol. 2 #90 en septembre 1994.

## Biographie fictive

### Histoire de la tribu des Amazones de Bana-Mighdall
Comme décrit dans ses apparitions dans les bandes dessinées, Artemis est née parmi les Amazones de Bana-Mighdall, qui ont migré depuis Themyscira, en Grèce, vers divers pays européens et du Moyen-Orient avant de finalement s'installer en Égypte. Il y a trois mille ans, les deux reines des Amazones (Hippolyte et Antiope) ont divisé la nation des Amazones en deux. La tribu d'Hippolyte a voyagé jusqu'à l'île isolée de Themyscira (connue sous le nom de Paradise Island) pour y mener une vie immortelle, protégeant la porte des Enfers appelée la Porte de la Perdition. La tribu d'Antiope, quant à elle, n'a pas reçu l'immortalité et a été contrainte de s'accoupler avec des hommes ordinaires pour assurer la survie de leur tribu au fil des siècles. Ayant renoncé à leurs dieux olympiens une fois que les deux reines Hippolyte et Antiope ont pris des chemins différents, les Amazones de Bana-Mighdall ont finalement commencé à assimiler différentes religions et déesses des nombreux pays qu'elles ont traversés. Parmi celles-ci figuraient les déesses Isis, Mammitu, Bast et Neith. C'est en Égypte qu'elles ont finalement construit la ville de Bana-Mighdall, qui dans leur langue se traduit par "Le Temple des Femmes". Remerciant les Amazones pour leur adoration, l'une de leurs nouvelles déesses a créé une tempête de sable puissante et constante pour entourer et protéger leur ville contre tout étranger indigne de confiance.

### Le Tournoi et le rôle de Wonder Woman
Lorsqu'Hippolyte organise un tournoi pour sélectionner une nouvelle Wonder Woman, Artemis est choisie pour représenter les Bana-Mighdall. Sa force et son implacabilité au combat impressionnent, et elle remporte le tournoi, gagnant ainsi temporairement le titre de Wonder Woman. Pendant son mandat en tant que Wonder Woman, Artemis se distingue par son approche plus brutale de la justice, souvent en désaccord avec les méthodes plus diplomatiques de Diana. Cela crée des tensions avec d'autres héros, mais Artemis reste fidèle à ses convictions et à son devoir.

### Mort et résurrection
Artemis rencontre une fin tragique en combattant un démon pour protéger des innocents, un acte héroïque qui la laisse mortellement blessée. Cependant, grâce à l'intervention de Circé, Artemis est ramenée à la vie. Ce retour à la vie est complexe pour Artemis, qui adopte ensuite l'identité de Requiem pendant un certain temps, continuant sa mission de protection et de justice aux côtés de ses alliés.

### Les Outlaws
Après ses aventures en tant que Wonder Woman, Artemis rejoint les Outlaws, un groupe hétéroclite de justiciers dirigé par Red Hood (Jason Todd) et comprenant Bizarro. Dans cette équipe, Artemis apporte son expertise en combat et sa détermination sans faille, aidant à affronter des menaces variées et à protéger les innocents. Sa loyauté envers ses camarades et son sens du devoir font d'elle une alliée précieuse, même dans les situations les plus périlleuses.

## Relation avec Wonder Woman
Artemis de Bana-Mighdall entretient une relation complexe et évolutive avec Wonder Woman. Initialement rivales lors du tournoi organisé par Hippolyte, où Artemis est choisie pour succéder temporairement à Diana en tant que Wonder Woman, leur relation est marquée par des différences d'approche et de personnalité. Artemis représente souvent la force brutale et la fermeté, tandis que Diana incarne la compassion et la diplomatie.
Malgré ces différences, Artemis et Diana partagent un respect profond et une loyauté envers leur peuple et leur mission commune. La mort d'Artemis affecte profondément Diana, qui fait tout son possible pour la venger et honorer sa mémoire. Après la résurrection d'Artemis, leur relation évolue vers une alliance plus solide, basée sur la compréhension mutuelle et le soutien dans les moments difficiles.
Artemis continue de collaborer avec Wonder Woman lors de crises majeures, démontrant que leur alliance est durable malgré leurs différences passées. Ensemble, elles représentent la diversité et la force des Amazones, unies pour protéger l'humanité et combattre le mal sous toutes ses formes.

## Historique de publication
| Nom           | 1re apparition                     | Date de la 1re apparition | Créateurs                             |
| ------------- | ---------------------------------- | ------------------------- | ------------------------------------- |
| Âge de Bronze | Wonder Woman vol. 2 #90            | Septembre 1994            | William Messner-Loebs et Mike Deodato |
| New 52        | Wonder Woman vol. 4 #1             | Septembre 2011            | Brian Azzarello et Cliff Chiang       |
| DC Rebirth    | Red Hood and the Outlaws vol. 2 #1 | Juillet 2016              | Scott Lobdell et Dexter Soy           |

## Inspiration mythologique
Artemis de Bana-Mighdall s'inspire de la déesse grecque Artémis, également connue sous le nom de Diane dans la Mythologie grecque. Comme son homonyme mythologique, Artemis de Bana-Mighdall est associée à la chasse et à la guerre, démontrant une force et une détermination remarquables en tant que guerrière. Cependant, elle diffère de la déesse Artemis en étant membre d'une tribu dissidente des Amazones, les Bana-Mighdall, établie loin de l'île de Themyscira.
Les similitudes entre Artemis de Bana-Mighdall et la déesse Artemis résident dans leur rôle de protectrice et de chasseuse, ainsi que dans leur connexion profonde avec la nature et les arts de la guerre. Cette adaptation du mythe d'Artémis dans les comics DC enrichit le folklore mythologique en lui donnant une nouvelle dimension héroïque, explorant des thèmes de loyauté, de sacrifice et de résilience.

## Description
Artemis de Bana-Mighdall est représentée comme une guerrière amazone imposante et athlétique, dotée d'une force surhumaine et d'une agilité remarquable. Son apparence physique reflète sa formation martiale et sa détermination inébranlable.

### Costume
Le costume d'Artemis est conçu pour le combat, mêlant fonctionnalité et symbolisme Amazone. Elle porte une armure légère qui offre une protection tout en permettant une liberté de mouvement maximale lors des combats rapprochés. Son costume est principalement composé d'une cuirasse en métal rouge et doré qui protège sa poitrine et son abdomen, ornée de motifs inspirés par la mythologie grecque et amazone. Des brassards et des jambières assortis renforcent sa défense sans compromettre sa mobilité.
Pour compléter son équipement, Artemis porte des bottes montantes qui offrent une adhérence supplémentaire lors de ses déplacements rapides et acrobatiques. Son uniforme est souvent complété par une cape rouge attachée à son épaule droite, symbolisant son statut de guerrière amazone, ainsi qu'une tiare.

### Armes
L'arme emblématique d'Artemis est une hache de guerre à double lame, dont la conception est à la fois pratique et symbolique. Cette hache, souvent décrite comme massive et ornée de motifs Amazones, est une extension naturelle de sa force physique et de sa compétence au combat. Artemis manie la hache avec une maîtrise impressionnante, capable d'infliger des dégâts considérables à ses ennemis tout en restant agile et rapide dans ses mouvements.
En plus de sa hache, Artemis est également experte dans l'utilisation d'autres armes de mêlée et de projectiles, ce qui en fait une combattante polyvalente et redoutable sur le champ de bataille.

## Apparitions dans d'autres médias

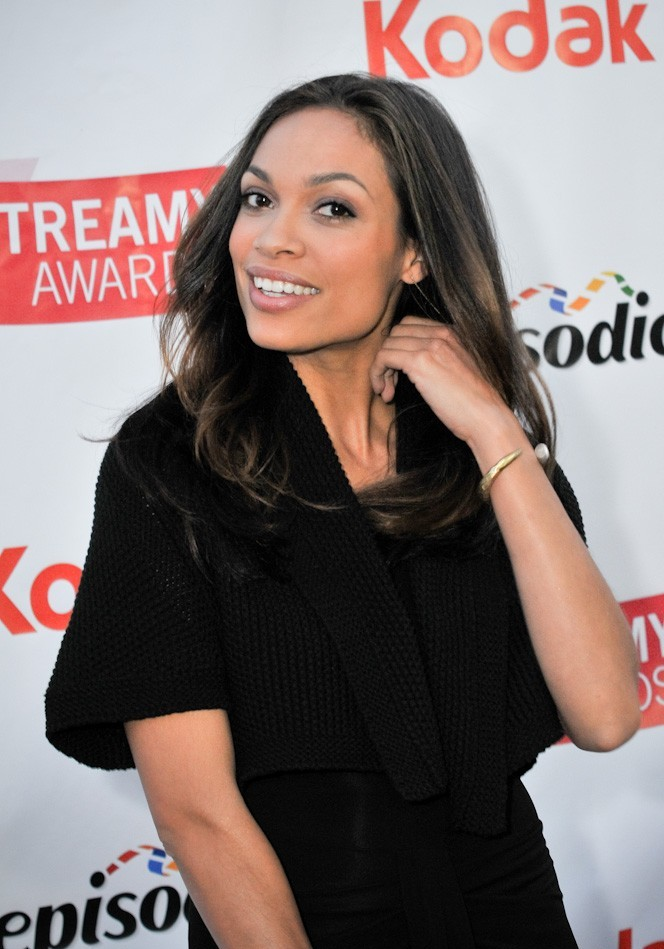
Rosario Dawson, interprète d'Artemis dans le film d'animation Wonder Woman de 2009.

### Films d'animation
- Wonder Woman (2009) : Artemis est doublée par Rosario Dawson.
- Wonder Woman: Bloodlines (2019) : Artemis est doublée par Adrienne C. Moore.

### Jeux vidéo
- DC Universe Online (2011) : Artemis apparaît dans plusieurs missions et contenus téléchargeables.
- Injustice: Gods Among Us (2013) et Injustice 2 (2017) : Artemis est mentionnée dans l'histoire.
- Lego DC Super-Villains (2018) : Artemis est un personnage jouable.